# Danieła Kułeska
Daniela Kułeska, mk. Даниела Кулеска (ur. 13 kwietnia 1981 w Prilepie) – macedońska biegaczka, olimpijka. Brała udział w igrzyskach w roku 2000 (Sydney). Nie zdobyła żadnych medali. Wielokrotna rekordzistka kraju.

## Letnie Igrzyska Olimpijskie 2000 w Sydney
| Konkurencja | Eliminacje | Eliminacje        | Ćwierćfinały           | Ćwierćfinały           | Półfinały              | Półfinały              | Finał                  | Finał                  |
| Konkurencja | Czas       | Miejsce           | Czas                   | Miejsce                | Czas                   | Miejsce                | Czas                   | Miejsce                |
| ----------- | ---------- | ----------------- | ---------------------- | ---------------------- | ---------------------- | ---------------------- | ---------------------- | ---------------------- |
| 1500 metrów | 4:33,50    | 13. w swoim biegu | → Nie awansowała dalej | → Nie awansowała dalej | → Nie awansowała dalej | → Nie awansowała dalej | → Nie awansowała dalej | → Nie awansowała dalej |